# Конак (Аверон)
Конак (фр. Connac) насеље је и општина у јужној Француској у региону Миди Пирене, у департману Аверон која припада префектури Родез.
По подацима из 2011. године у општини је живело 111 становника, а густина насељености је износила 10,38 становника/km². Општина се простире на површини од 10,69 km². Налази се на средњој надморској висини од 467 метара (максималној 662 m, а минималној 224 m).

## Демографија
| 1962. | 1968. | 1975. | 1982. | 1990. | 1999. | 2011. |
| ----- | ----- | ----- | ----- | ----- | ----- | ----- |
| 166   | 196   | 145   | 148   | 106   | 122   | 111   |

График промене броја становника у току последњих година